# União das Federações de Futebol da África Central

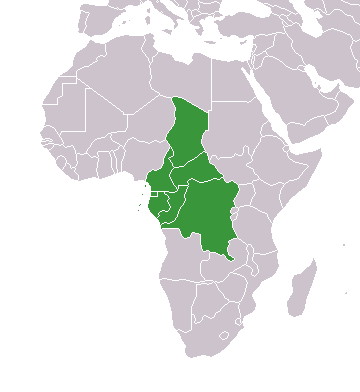
Membros da UNIFFAC em verde. (Do norte ao sul: Chade, Camarões, República Centro-Africana, Guiné Equatorial, Gabão, Congo, São Tomé e Príncipe e RD Congo.)

A União das Federações de Futebol da África Central (Em francês: L'Union des fédérations de football d'Afrique centrale, em inglês: Central African Football Federations' Union, em castelhano:  Unión de Federaciones de Fútbol de África Central), ou simplesmente UNIFFAC, é uma associação regional, filiada à CAF, que engloba algumas federações da África Central e do Golfo da Guiné, filiadas à CAF.
Realiza esporadicamente a Taça CEMAC e a Copa UNIFFAC, disputada entre seus países membros.

## Membros
Um total de 8 associações nacionais de futebol são membros da UNIFFAC.
| País                      | Associação Nacional                                    | Seleção |
| ------------------------- | ------------------------------------------------------ | ------- |
| Camarões                  | Fédération Camerounaise de Football (FECAFOOT)         | M, F    |
| Chade                     | Fédération Tchadienne de Football (FTFA)               | M, F    |
| Congo                     | Fédération Congolaise de Football (FECOFOOT)           | M, F    |
| Gabão                     | Fédération Gabonaise de Football (FEGAFOOT)            | M, F    |
| Guiné Equatorial          | Federação Guinéu-Equatoriana de Futebol (FEGUIFUT)     | M, F    |
| RD Congo                  | Fédération Congolaise de Football-Association (FECOFA) | M, F    |
| República Centro Africana | Fédération Centrafricaine de Football (RCA)            | M, F    |
| São Tomé e Príncipe       | Federação Santomense de Futebol (FSF)                  | M, F    |